# エミリアナ・トリーニ
エミリアナ・トリーニ （アイスランド語: Emilíana Torrini、1977年5月16日 - ）は、アイスランド・コーパヴォグル出身の歌手。

## 来歴
父親はアイスランドで有名なイタリア料理レストランの経営者、母はアイスランド人。学生の頃は家業を手伝って時折ウェイトレスをしていた。7歳からコーラス隊に入り、15歳からオペラ学校に入った。
1994年、Spoonというバンドにボーカルとして参加し、アルバム『Spoon』でデビュー。1995年の初となるソロ・アルバム『Crouçie d'où là』では、日本のピチカート・ファイヴの楽曲をカヴァーしている。
トリーニはアイスランドのアーティスト・グループであるガス・ガスのメンバーを務めており、アルバム『ポリディストーション』（1997年）では数曲にボーカルを提供した。
1999年、アルバム『Love in the time of science』（ティアーズ・フォー・フィアーズのローランド・オーザバルらによるプロデュース作品）をファットキャット・レコーズよりリリースし、世界デビューを果たす（それまでのソロ・アルバムはアイスランドのみの発売）。
2002年、映画『ロード・オブ・ザ・リング/二つの塔』のエンディングテーマのオファーを受けていたビョークが自身の妊娠を理由に断り、その代役としてほぼ無名のシンガーだったエミリアナが大抜擢され話題となった。映画上映後は「あの歌（「ゴラムの歌」）を歌っていたのはビョーク本人ではないか?」との問い合わせが殺到した。
2003年、オーストラリアのシンガー、カイリー・ミノーグのアルバム『ボディ・ランゲージ』に楽曲を数曲提供。
2005年に大手インディーレーベル、ラフ・トレード・レコードに移籍し『フィッシャーマンズ・ウーマン』をリリース。2000年に交通事故死した恋人との思い出や、追悼の念を込めたこのアルバムは、2006年のアイスランド・ミュージック・アワードで「ポップアルバム・オブ・ザ・イヤー」と「ベストシンガー・オブ・ザ・イヤー」、そして収録曲の「Sunny Road」が「ベストソング・オブ・ザ・イヤー」と「ベストビデオ・オブ・ザ・イヤー」を受賞するという快挙を成し遂げた。
2008年、フランツ・フェルディナンドなどの作品を手がけるダン・キャリーとの共同プロデュースで『ミー・アンド・アルミーニ』を発表している。
2010年1月12日、2度目の来日（前回の来日はプロモーションのためのインタビューのみ）で、初日本公演を原宿アストロホールで行う。

## カバーした主な楽曲
アルバム『Crouçie d'où là』 (1995年)
- 「クレイジー・ラヴ」（ヴァン・モリソン）
- 「007 黄金銃を持つ男」（ルル）
- 「I」（ピチカート・ファイヴ）
- 「Today I Sing the Blues」（アレサ・フランクリン）

アルバム『Merman』 (1996年)
- 「ブレイム・イット・オン・ザ・サン」（スティーヴィー・ワンダー）
- 「ステファニー・セッズ」（ヴェルヴェット・アンダーグラウンド）
- 「チェルシーの朝」（ジョニ・ミッチェル）
- 「恋におそれて」（トム・ウェイツ）
- 「I Really Loved Harold」（メラニー・ソフィカ）

アルバム『フィッシャーマンズ・ウーマン』 (2005年)
- 「Next Time Around」（サンディ・デニー）

## ディスコグラフィ

### スタジオ・アルバム
- Crouçie d'où là (1995年)
- Merman (1996年)
- Love in the time of science (1999年)
- 『フィッシャーマンズ・ウーマン』 - Fisherman's Woman (2005年)
- 『ミー・アンド・アルミーニ』 - Me and Armini (2008年)
- Tookah (2013年)